# Na kopci (Svitavská pahorkatina)
Na kopci (279 m n. m.) je vrch v okrese Pardubice Pardubického kraje. Leží asi 0,5 km vsv. od obce Mikulovice na jejím katastrálním území. Na vrcholu se nachází průmyslové stavby (úpravna) a pod vrcholem areál kostela sv. Václava spolu s hřbitovem.

## Geomorfologické zařazení
Geomorfologicky vrch náleží do celku Svitavská pahorkatina, podcelku Chrudimská tabule a okrsku Heřmanoměstecká tabule.